# Bersama transvaalensis
Bersama transvaalensis är en tvåhjärtbladig växtart som beskrevs av William Bertram Turrill. Bersama transvaalensis ingår i släktet Bersama och familjen Melianthaceae. Inga underarter finns listade i Catalogue of Life.